# Xã Richland, Quận Bucks, Pennsylvania
Xã Richland (tiếng Anh: Richland Township) là một xã thuộc quận Bucks, tiểu bang Pennsylvania, Hoa Kỳ. Năm 2010, dân số của xã này là 13.052 người.